# Oddone di Beauvais
Oddone, o Eudes (... – 28 gennaio 881), è stato un vescovo franco.
Oltre a ricoprire la carica di abate di Corbie negli anni 850, resse la diocesi di Beauvais dall'860 circa fino alla morte. Fu cortigiano e diplomatico, ed effettuò missioni nella Francia orientale e presso la Santa Sede.
Scrisse un trattato perduto sulla Pasqua contro la pratica greca. Scrisse anche una passione di san Luciano di Beauvais, modellata sull'opera agiografica di Ilduino di Saint-Denis, e fu il primo a raffigurare Luciano come vescovo fondatore di Beauvais.

## Abate
Nell'852, comunque antecedentemente all'aprile 853, Pascasio Radberto fu rimosso e Oddone si insediò come abate di Corbie. Nell'855 Corbie ricevette un privilegio da papa Niccolò I. Durante l'abbaziato di Oddone, il monaco Ratramno scrisse il trattato De anima (Sull'anima): i due svilupparono un importante rapporto di lavoro, con Oddone che si affidava a Ratramno per dirimere questioni urgenti anche dopo essere diventato vescovo. Nell'859 i Vichinghi attaccarono Corbie, ma Oddone difese abilmente l'abbazia, secondo Lupo Servato.
Fu in questa stessa incursione di vasta portata che Ermenfrido, il predecessore di Odo a Beauvais, fu probabilmente ucciso. La data della sua morte è stabilita al 25 giugno in un calendario di necrologi conservato nella cattedrale di Beauvais, ma l'anno esatto è controverso. Molto probabilmente fu nell'859, come indicano gli Annales Bertiniani, ma i canoni del concilio di Tuzey, datati 22 ottobre 860, portano la firma di Ermenfrido. Philip Grierson e Charles Delettre accettarono entrambi l'autenticità dei canoni di Tuzey e quindi collocarono la sua morte nel giugno 861, posticipando di due anni l'inizio dell'episcopato di Oddone.
Inizialmente gli elettori votarono un certo Fromoldo per succedere a Ermenfrido, ma la scelta fu respinta perché non qualificata; la loro seconda scelta fu Oddone. La validità dell'elezione fu confermata da un decreto (decretum) redatto da Oddone e testimoniato dall'arcivescovo Incmaro di Reims. Una lettera di Incmaro potrebbe alludere alla mancata ratifica dell'elezione di Fromoldo da parte di un sinodo, probabilmente quello di Tuzey. Se così fosse, l'elezione di Oddone sarebbe avvenuta tra ottobre e novembre dell'860.
Fu consacrato prima del novembre 860, poiché è noto che la sua consacrazione precedette quella del vescovo Raginelm di Noyon, che fu consacrato il 7 novembre di quell'anno.

## Vescovo
La prima notizia di Oddone come vescovo è la sua partecipazione a un incontro fra sovrani a Savonnières nell'ottobre-novembre 862. Nei primi anni sessanta, quando un monaco dell'abbazia di Saint-Germer-de-Fly, controllata dal vescovo di Beauvais, affermò la dottrina eretica di Macario l'irlandese secondo cui esiste una sola anima condivisa da tutti gli uomini, Oddone incaricò Ratramno di scrivere un trattato, Liber de anima ad Odonem Bellovacenem, in cui confutava Macario. Quando nell'867 un sinodo greco depose il papa, Niccolò I chiese a Incmaro di Reims di far scrivere una confutazione dei Greci. Nell'868 Incmaro chiese a Oddone di fare lo stesso e Oddone incaricò Ratramno di scriverlo. Il risultato fu Contra Graecorum opposita, che difendeva la supremazia papale e la clausola del filioque.
Oddone divenne un cortigiano e favorito del re Carlo il Calvo., di cui potrebbe essere stato l'arcicappellano di palazzo.. Servì Carlo come inviato del papa a Roma nell'863. Il 6 marzo 870, Oddone fu uno degli inviati di Carlo che incontrarono a Francoforte quelli di suo fratello, re Ludovico il Germanico, e giurò di elaborare una divisione del regno di Lotaringia tra i due fratelli.
Il 16 luglio 876, Oddone parlò al sinodo di Ponthion a favore del riconoscimento del primato dell'arcidiocesi di Sens in Gallia, una posizione che lo metteva in contrasto con il suo metropolita, Incmaro di Reims. Dopo il sinodo, il 28 agosto, Carlo il Calvo inviò Oddone come ambasciatore al fratello Ludovico il Germanico, insieme ai legati Leone di Sabina e Pietro di Fossombrone e ai vescovi Giovanni di Toscanella e Giovanni di Arezzo. Luigi morì prima che l'ambasciata potesse raggiungerlo, e loro si rapportarono invece ai di lui figli, Carlomanno, Luigi e Carlo.
Il 14 giugno 877 Carlo emanò il famoso Capitolare di Quierzy: in esso si specificava la composizione del consiglio che avrebbe dovuto supervisionare il figlio del re, Luigi II, nell'esercizio delle funzioni reali mentre Carlo si trovava in Italia. Oddone e altri due vescovi furono incaricati di tenersi in contatto con Carlo mentre questi era lontano.

## Culto
Oddone è venerato nella Chiesa cattolica e nella Chiesa ortodossa orientale il 28 gennaio (nella diocesi di Beauvais l'11 febbraio).